# Grand Slam Tennis 2
Grand Slam Tennis 2 è un videogioco sportivo sviluppato da EA Canada per PlayStation 3 e Xbox 360, è stato pubblicato il 10 febbraio 2012 in Europa e il 14 febbraio 2012 in Nordamerica. Seguito di Grand Slam Tennis.

## Modalità di gioco
Il gioco è caratterizzato da un sistema di controllo, chiamato Total Control Racquet, dando ai giocatori il controllo di ogni colpo con lo stick analogico destro, con precisione, accuratezza, e potenza. La versione PS3 supporta la PlayStation Move. Il gioco dispone di licenza giocatori professionisti, locali e attrezzature e sarà caratterizzato da tutti e quattro i tornei del Grande Slam, tra cui Wimbledon.

## Giocatori
| ATP | WTA                                                                 | Leggende ATP                                                                                         | Leggende WTA                                                            |
| --- | ------------------------------------------------------------------- | --- | ----------------------------------------------------------------------- |
| - Novak Đoković - Rafael Nadal - Andy Murray - Roger Federer - Andy Roddick - Lleyton Hewitt - Jo-Wilfried Tsonga - Kei Nishikori | - Serena Williams - Venus Williams - Marija Šarapova - Ana Ivanović | - Boris Becker - Björn Borg - Stefan Edberg - Pat Cash - John McEnroe - Pete Sampras - Michael Stich | - Lindsay Davenport - Chris Evert - Justine Henin - Martina Navrátilová |

## Campi
Campi con licenza
- Wimbledon - Londra - Erba - Centre Court
- Wimbledon - Londra - Erba - No. 1 Court
- Wimbledon - Londra - Erba - No. 3 Court
- Roland Garros - Parigi - Terra rossa - Court Philippe Chatrier
- Roland Garros - Parigi - Terra rossa - Court Suzanne Lenglen
- Roland Garros - Parigi - Terra rossa - Court 15
- Australian Open - Melbourne - Rebound Ace - Rod Laver Arena
- Australian Open - Melbourne - Rebound Ace - Hisense Arena
- Australian Open - Melbourne - Rebound Ace - Court 15
- US Open - New York - DecoTurf - Arthur Ashe Stadium
- US Open - New York - DecoTurf - Louis Armstrong Stadium
- US Open - New York - DecoTurf - Court 9

Campi senza licenza
- EA SPORTS Brighton  - Erba - Court 1
- EA SPORTS Dubai - Cemento - Court 1
- EA SPORTS Ginevra - Terra rossa - Court 1
- EA SPORTS Shanghai - Cemento - Court 1

Nota - I Campi senza licenza sono utilizzabili fuori dalla modalità Carriera e modalità Online, Partite di esibizione ecc.

## Accoglienza
La rivista Play Generation diede alla versione per PlayStation 3 un punteggio di 81/100, apprezzando le numerose modalità di gioco e la possibilità di scegliere tra uno stile arcade o uno simulativo e come contro la grafica migliorabile, la presenza di una sola telecamera ed il commento unicamente in lingua inglese, finendo per trovarlo un titolo che offriva controlli ben realizzati e ricco di opzioni, inferiore solo a Top Spin 4, ma in vista di alcune rifiniture per un ipotetico seguito avrebbe potuto superarlo.